# Mount Hampden
Mount Hampden, auch Mt Hampden, ist eine Kleinstadt in der Provinz Mashonaland West in Simbabwe mit 9245 Einwohnern (2002). Sie befindet sich etwa 18 Kilometer nordwestlich der bisherigen Hauptstadt Harare. Hier soll die neue Hauptstadt Simbabwes als Planstadt entstehen.
Administrativ soll die Stadt sich auf eine eigenständige Gemeinde sowie die beiden umliegenden Distrikte Mazowe und Zvimba verteilen. Auf einer Fläche von 15,5 km² sollen 1,5 Millionen Menschen leben. Neben dem Parlament sollen die Zentralbank, die Börse und der Präsidentenpalast hier beheimatet sein.

## Geschichte
Die Planungen für eine neue Hauptstadt begannen 2014 unter Langzeitmachthaber Robert Mugabe, der im Distrikt der neuen Stadt geboren wurde. Die Erschließung des Stadtgebiets begann mit dem Bau des neuen Parlamentsgebäudes im November 2018. Die Baukosten für das Gesamtprojekt wurden 2018 auf 10 Milliarden US-Dollar geschätzt. Investor Shaj Ul Mulk erwartete 2023 hingegen Gesamtkosten in Höhe von 60 Milliarden US-Dollar, von denen 30 Milliarden bereits verplant seien.
Nach Verzögerungen beim Bau des neuen Parlamentsgebäudes aufgrund mangelhafter Infrastruktur, wurde im März 2024 mit dem Bau der Strom-, Wasser- und Telekommunikationsinfrastruktur begonnen. In einer ersten Bauphase soll das Gelände von 47 Bauernhöfen erschlossen werden. Insgesamt sind 300 Betriebe von den Plänen für die neuen Hauptstadt betroffen sein.
Anfang August 2024 unterzeichneten Ägypten und Simbabwe ein Kooperationsabkommen zum Bau der neuen Hauptstadt. Hintergrund ist die Erfahrung, welche Ägypten beim Bau seiner neuen Hauptstadt seit 2016 sammeln konnte.
Mitte August 2024 fand in Mount Hampden das Gipfeltreffen der Entwicklungsgemeinschaft des südlichen Afrika statt.

## Bedeutende Bauprojekte
Die Bauarbeiten für das neue Parlamentsgebäude begannen 2016 und waren im Juli 2022 beinahe abgeschlossen. Das Gebäude orientiert sich stilistisch am Weltkulturerbe Groß-Simbabwe, von welchem auch das Land seinen Namen ableitet. Die Baukosten, welche von ursprünglich veranschlagten 140 Millionen auf über 200 Millionen US-Dollar stiegen, trug China. Das Parlamentsgebäude wurde am 23. November 2023 offiziell eröffnet.
Im Juli 2022 wurde bekanntgegeben, dass der indische Milliardär Shaj Ul Mulk auf einem 2.500 ha großen Areal für 500 Millionen US-Dollar die sogenannte Cyber City errichten möchte. Das Areal soll luxuriöse Wohnanlagen, Bürokomplexe, Hotels, Einkaufszentren, Parks sowie Afrikas höchstes Gebäude, welches den Namen Mulk Tower tragen soll, umfassen. Der symbolische Baubeginn erfolgte am 20. Juli 2022. Die eigentlichen Bauarbeiten begannen im Februar 2024. Im Juni 2024 wurde begonnen einen Friedhof mit 1.100 Gräber auszuheben, der sich auf dem zukünftigen Gelände der Cyber City befindet.
Wohngebiete und Infrastruktur sollten bis Mitte 2024 erschlossen werden, während die Fertigstellung der Gewerbeobjekte, inklusive des Wolkenkratzers, für Mitte 2026 erwartet wird. Anfang 2024 wurde der Abschluss der ersten Bauphase erst für Juni 2025 erwartet.